# إدارة المسطحات الخضراء العضوية
إدارة العشب العضوي أو العناية بالأراضي العضويّة أو إدارة المسطحات الخضراء العضويّة هي ممارسة إنشاء ورعاية حقل عشب رياضي أو حديقة ومناظر طبيعية باستخدام البستنة العضوية، دون استخدام المدخلات المصنعة مثل المبيدات الحشرية الاصطناعية أو الأسمدة الاصطناعية. إنه أحد مكونات رعاية الأراضي العضوية والمناظر الطبيعية المستدامة العضوية التي تتكيف مع مبادئ وأساليب البستنة المستدامة والزراعة العضوية لرعاية المروج والحدائق.

## التقنيات

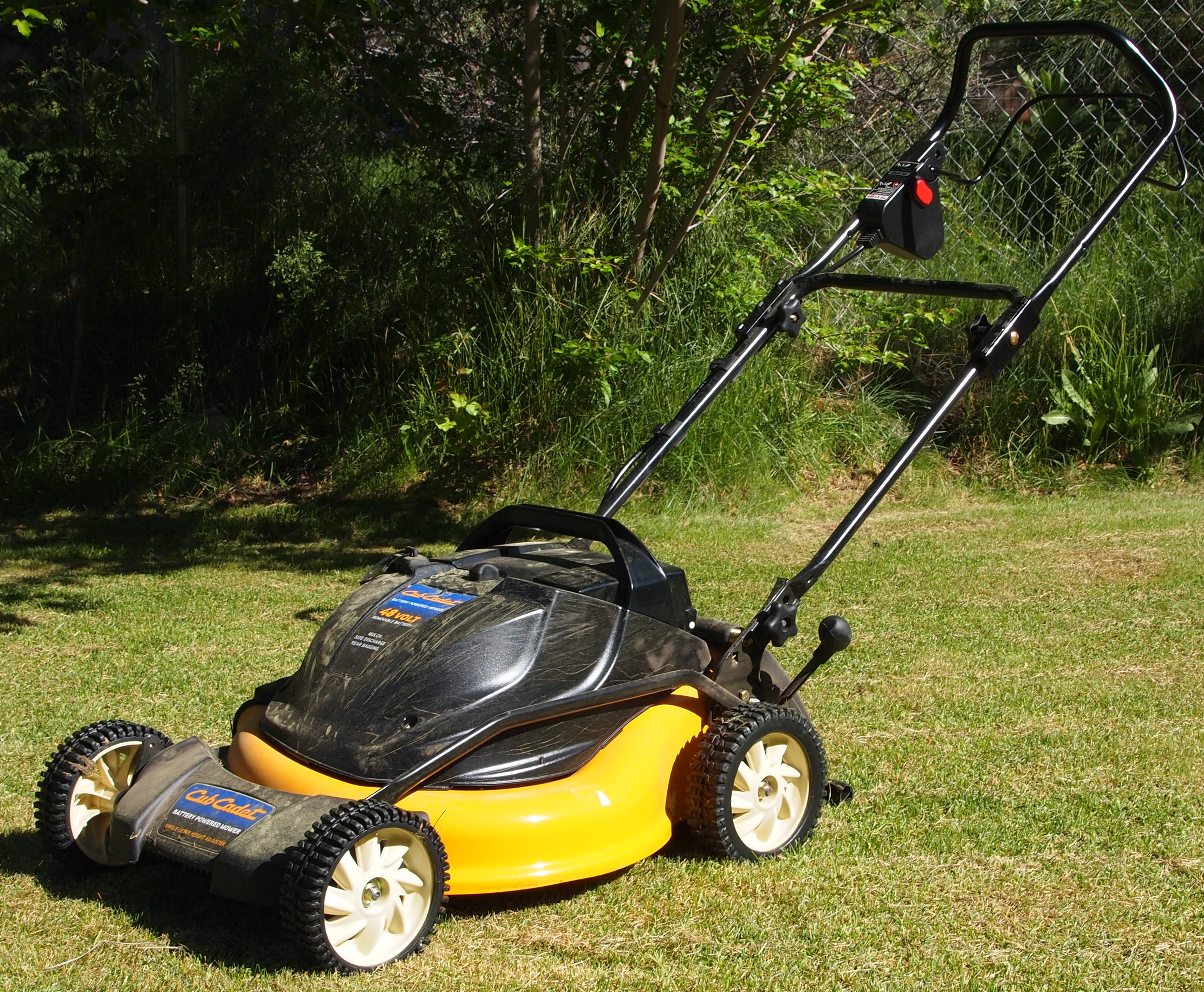
جزازة كهربائيّة قابلة للشحن

من العناصر الأساسية لإدارة العشب العضوي استخدام السماد، وشاي السماد لتقليل الحاجة إلى الإخصاب وتشجيع التربة الصحية التي تمكن العشب من مقاومة الآفات. العنصر الثاني هو القص طويلاً (3 "- 4") لقمع الحشائش وتشجيع الجذور العميقة، وترك قصاصات العشب والأوراق على العشب كسماد. بالإضافة إلى ذلك، يجبُ القيام بالتخصيب في الخريف وليس الربيع. غالبًا ما تستفيد المروج العضوية من البذر المفرط والبذر والتهوية بشكل متكرر نظرًا لأهمية نظام الجذر القوي. غالبًا ما تكون المروج العضوية التي يتم صيانتها جيدًا تتحمل الجفاف. إذا احتاج العشب إلى الري، فيجب أن يتم ذلك بشكل متكرر ولكن بعمق.
تشمل التقنيات العضوية الأخرى لرعاية العشب الري فقط عندما تظهر على العشب علامات إجهاد الجفاف ثم الري بعمق - مما يقلل من استهلاك المياه غير الضروري. يوفر استخدام الرشاشات ذات الحجم المنخفض مزيدًا من الاختراق دون الجريان السطحي. يمكن أن تكون جزازات العشب ذات وظيفة التغطية مفيدة في تقليل استخدام الأسمدة من خلال السماح بقص العشب والأوراق التي يتم قطعها بدقة بحيث يمكن أن تستقر في العشب بشكل غير واضح لتتحلل في التربة.

### المبيدات العضويّة
يجوز لمديري الأراضي العضوية استخدام مبيدات الآفات المسجلة المعتمدة بموجب البرنامج العضوي الوطني في برامج رعاية الحديقة الخاصة بهم. تُشتق هذه المبيدات بشكل عام من مواد طبيعية وتتم معالجتها بأدنى حد. تشمل البدائل استخدام الحشرات المفيدة والحيوانات المفترسة الطبيعية مثل الديدان الخيطية لمنع غزو المروج بالآفات مثل يرقات ذباب الرافعة والنمل. لا تُستخدم المبيدات الحشرية دائمًا في العناية بالعشب العضوي لأن الرعاية العضوية المناسبة يمكن أن تحافظ على أعداد الآفات أقل من عتبات الإجراءات، مثل منع العدوى الفطرية باستخدام تقنيات الصيانة المادية مثل القص الفعال والتجفيف.

### الأسمدة العضويّة
تُصنع الأسمدة الاصطناعية (غير العضوية) في عمليات كيميائية، يستخدم بعضها أنواعًا من الوقود الأحفوري وتساهم في ظاهرة الاحتباس الحراري. كما أنها تزيد بشكل كبير من كمية النيتروجين التي تدخل دورة النيتروجين العالمية والتي لها تأثير سلبي خطير على تنظيم وعمل النظم البيئية في العالم، بما في ذلك تسريع فقدان التنوع البيولوجي وتدهور النظم الإيكولوجية البحرية الساحلية ومصايد الأسماك. يطلق سماد النيتروجين N 2 O، أحد غازات الدفيئة، في الغلاف الجوي بعد التطبيق. عادة ما يكون محتوى النيتروجين في السماد العضوي أقل من الأسمدة الاصطناعية.

### التنوع البيولوجي
تساهم المروج العضوية في التنوع البيولوجي، بحكم تعريفها، عندما تحتوي على أكثر من نوع أو نوعين من العشب. تشمل الأمثلة على الأنواع الإضافية من الحشائش والأعشاب التي يمكن تشجيعها في المروج العضوية عشرات الأنواع من الحشائش (ثمانية أنواع من نبات الريجراس وحده، والطحالب، والطحالب، والبرسيم، والبيض، والطيور الثلاثية، واليارو، وبدائل الغطاء الأرضي، والنباتات الأخرى التي يمكن جزها ). يزيد التنوع البيولوجي من أداء النظم البيئية وتحملها للضغط. يعد نقص التنوع البيولوجي قضية بيئية مهمة نشأت عن استخدام المروج مع المجموعات الشعبية الناشئة لتعزيز هذه الطريقة في رعاية الحديقة. يمكن أيضًا لبعض أنواع العشب منخفضة النمو أن تلغي الحاجة إلى القص، وبالتالي فهي أيضًا صديقة للبيئة. غالبًا ما يتم خلط البرسيم بالأعشاب لقدرته على تثبيت النيتروجين في التربة وتخصيب العشب.

## المواقع ذات المروج العضوية
يتم الحفاظ على العديد من الخصائص الصغيرة ذات المروج حول العالم باستخدام التقنيات العضوية. في أواخر القرن العشرين، بدأت حركة إدارة المروج عضوياً بالنمو. تتطلب بعض الممتلكات والبلديات الكبيرة إدارة العشب العضوي والمناظر الطبيعية العضوية. وهي تشمل المواقع التالية:

### هايجروف هاوس
في عام 1996، قام الأمير تشارلز بتحويل مزرعة وحدائق هايجروف هاوس إلى الإدارة العضوية.

### جامعة هارفارد
في عام 2009، نشرت صحيفة نيويورك تايمز تقريرًا عن قرار جامعة هارفارد باستخدام الإدارة العضوية على جميع أسسها، والذي أيده الرئيس درو غيلبين فاوست ونفذه مدير المناظر الطبيعية واين كاربوني. وأشارت صحيفة نيويورك تايمز: «بفضل هذه الجهود، خفضت الجامعة استخدام الري بنسبة 30 في المائة، بحسب السيد كاربوني، وبالتالي توفير مليوني جالون من المياه سنويًا. والبساتين التي يبلغ عمرها 40 عامًا في إلموود، والتي عولجت بشاي السماد، تتعافى من بقعة الأوراق وجرب التفاح، وهما مرضان أصابهما»

### تاكوما بارك
بدأ المقيمان كاثرين كامينغز وجولي تاديو حملة في عام 2011 لتقييد استخدام مبيدات الآفات في حديقة تاكوما بارك بولاية ماريلاند. سرعان ما دعم أعضاء مجلس المدينة سيث غرايمز وتيم مالي الجهود وقاموا بصياغة قانون النمو الآمن لتاكوما بارك لعام 2013، مما أدى إلى سن مجلس المدينة للقانون، الذي دخل حيز التنفيذ في 1 مارس 2014.

### أوغونكويت
في عام 2014، أقنع بيل وجودي بيكر ومقيمون آخرون مجلس مدينة أوجونكويت بتمرير حظر صارم للمبيدات الحشرية يتطلب رعاية عضوية للأراضي في كل من الممتلكات العامة والخاصة.

### مونتغمري
في عام 2015، قامت جولي تاديو وكاثرين كامينغز وزملاؤها في سايف جراو مونتغمري بحملة لجعل مقاطعة مونتغومري بولاية ماريلاند تتبنى حظرًا لمبيدات الآفات يتطلب إدارة العشب العضوي في جميع أنحاء المقاطعة في كل من الممتلكات العامة والخاصة. كتب رئيس مجلس مقاطعة مونتغومري جورج ليفينثال (مد عمومًا) وقدم مشروع القانون 52-14، بناءً على تشريع تاكوما بارك لعام 2013. سن مجلس المحافظة مشروع القانون 52-14 في تشرين الأول (أكتوبر). تم الطعن في الحظر في المحكمة من قبل شركات العناية بالعشب المحلية ومجموعة الضغط في صناعة المبيدات الحشرية، الصناعة المسؤولة من أجل بيئة سليمة (RISE). في عام 2017، ألغت محكمة دائرية الحظر وتم استئناف الحكم. في عام 2019، أيدت محكمة استئناف في ماريلاند الحظر.

### إرفاين
في عام 2016، أقنع نان توكسيك إرفاين بقيادة لوري طومسون وآين كراسيون وكاثلين هالال وكيم كونتي وبوب جونسون بمساعدة من مجلس المدينة كريستينا شيا مجلس المدينة بتبني مرسوم عضوي يتطلب رعاية عضوية في جميع ممتلكات المدينة.

### كارلسباد
في عام 2017، قامت نان توكسيك كارلسباد بحملة لجعل المدينة تتبنى مرسومًا يتطلب رعاية عضوية للأرض في جميع ممتلكات المدينة.

### بورتلاند
في عام 2018، أقنع حماة بورتلاند بقيادة أفيري ييل كاميلا وماجي نولز مجلس مدينة بورتلاند باعتماد مرسوم عضوي يتطلب رعاية عضوية للأراضي في جميع الممتلكات العامة والخاصة.

### حدائق مدينة الفاتيكان
في عام 2019، أعلن رافائيل تورنيني، رئيس دائرة الحدائق والبيئة بالفاتيكان، أن حدائق مدينة الفاتيكان التي تبلغ مساحتها 37 فدانًا قد تحولت إلى الإدارة العضوية منذ عام 2017.

### الأراضي العامّة
في عام 2021، حظر مجلس مدينة نيويورك استخدام المبيدات الاصطناعية من قبل وكالات المدينة. بدأ هذا الجهد من قبل صف روضة الأطفال المعلمة باولا روجوفين في بي إس 290.

## كتب
- "معايير نوفا للعناية بالأراضي العضوية الإصدار السادس ممارسات تصميم وصيانة المناظر الطبيعية البيئية،[46] " مايكل ألمستيد، د. جيمي بانكس، وآخرون، المساهمون. رابطة الزراعة العضوية في شمال شرق ولاية كونيتيكت 2017.[47]
- «دليل العناية بالعشب العضوي: نظام طبيعي منخفض الصيانة لحديقة جميلة وآمنة»،[48] بقلم بول توكي. ستوري للنشر، ذ. 2007.[49]